# NGC 4475
NGC 4475 ist eine Balken-Spiralgalaxie vom Hubble-Typ SBbc im Sternbild Coma Berenices am Nordsternhimmel. Sie ist schätzungsweise 330 Millionen Lichtjahre von der Milchstraße entfernt und hat einen Durchmesser von etwa 190.000 Lichtjahren. Vom Sonnensystem aus entfernt sich die Galaxie mit einer errechneten Radialgeschwindigkeit von näherungsweise 7.400 Kilometern pro Sekunde.
Im selben Himmelsareal befinden sich u. a. die Galaxien IC 3406, IC 3454, IC 3460, PGC 3089321.
Das Objekt wurde am 11. April 1785 von Wilhelm Herschel entdeckt.